# 高橋英辰
高橋英辰（1916年4月11日—2000年2月5日），日本足球運動員，日本國家足球隊教练（1957年，1960年-1962年）。 2000年2月5日，因肺炎在東京都病逝，享年83歲。